# Estadio Municipal Florian Krygier
El Estadio Municipal de Florian Krygier (en polaco:Stadion Miejski imienia Floriana Krygiera) es un estadio multiusos ubicado en Szczecin, Polonia. El estadio es sede del Pogoń Szczecin, donde juega sus partidos como local. El estadio tiene capacidad para 21 163 personas y fue construido en 1925. El nombre del estadio es en honor al entrenador y jugador polaco Florian Krygier, uno de los jugadores clave de la historia del Pogoń.

## Historia
El Estadio Municipal Florian Krygier se encuentra en pleno centro de la ciudad de Szczecin, en el Voivodato de Pomerania Occidental. Se puede acceder mediante tranvía, autobús y hasta en tren (aunque desde 2002 se cerró la parada que había cerca del estadio).
Desde los años 50 hasta 1989, el estadio era propiedad del club de MKS Pogoń Szczecin. Actualmente pertenece al municipio de la ciudad de Szczecin y es gestionado por el Consejo Municipal de Deportes, Recreación y Rehabilitación. Hasta principios de 2007 fue el estadio más grande de la Ekstraklasa, aunque tras la Eurocopa de 2012, celebrada por Polonia y Ucrania, y el dinero aportado por la UEFA para mejorar los estadios que iban a acoger partidos, perdió su récord.
El estadio es llamado comúnmente "Papricana", una mezcla del estadio de Río de Janeiro Maracaná y de la palabra papri (traducido al español como "Pimentón"), debido a los colores del equipo, el azul y el rojo.